# Викентьевка (Крым)
Вике́нтьевка (укр. Викентіївка, крымскотат. Vikentyevka, Викентьевка) — исчезнувшее село в Бахчисарайском районе (Автономной) Республики Крым. Располагалось на севере района, на левом склоне долины реки Альма, на 5 километре шоссе 35Н-019 Почтовое — Песчаное (по украинской классификации — С-0-10202), на, примерно, равном расстоянии между сёлами Почтовое и Нововасильевка.

## История
Русский хутор Викентьевка с 1 двором и 4 жителями при реке Алме впервые упомянут в «Списке населённых мест Таврической губернии по сведениям 1864 года», составленном по результатам VIII ревизии (на трёхверстовой карте Шуберта 1865—1876 года на этом месте обозначен хутор Малсеича). В Памятной книге Таврической губернии 1889 года, составленной по результатам X ревизии 1887 года, хутор не упомянут(впрочем, в Памятной книге 1889 года хутора не отмечались вовсе), а на подробной карте 1890 года обозначен как безымянная усадьба. В Статистическом справочнике Таврической губернии 1915 года Викентьевка Тав-Бадракской волости упоминается вместе с Алма-Керменом, как центр многочисленных частных владений значатся экономия Чабовского «Алма-Кермен» и 8 приписанных к деревне (совместно с Викентьевкой) частных садов различных хозяев.
После установления в Крыму Советской власти, по постановлению Крымревкома от 8 января 1921 года была упразднена волостная система и село включили в состав вновь созданного Подгородне-Петровского района Симферопольского уезда, а в 1922 году уезды получили название округов. 11 октября 1923 года, согласно постановлению ВЦИК, в административное деление Крымской АССР были внесены изменения, в результате которых был ликвидирован Подгородне-Петровский район и образован Симферопольский и село включили в его состав. Согласно Списку населённых пунктов Крымской АССР по Всесоюзной переписи 17 декабря 1926 года, в селе Викентьевка, Базарчикского сельсовета Симферопольского района, числилось 14 дворов, все крестьянские, население составляло 43 человека (18 мужчин и 25 женщи). В национальном отношении учтено: 3 русских, 8 украинцев и 1 татарин. Время переподчинения села Бахчисарайскому району пока точно не установлено, возможно, это результат постановления «О реорганизации сети районов Крымской АССР» от 30 октября 1930 года.
Викентьевка исключена из учётных данных в связи с переселением жителей до 1954 года, поскольку в списках упразднённых после этой даты сёл не значится. Последние дома снесены в начале 1960-х годов.